# Карбкатион

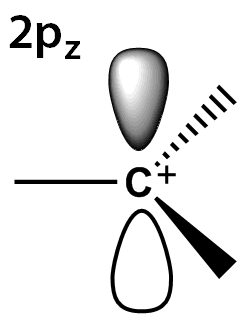
Схематическое изображение карбокатионного центра. Показана вакантная p-орбиталь.

Карбкатион (карбокатион) — частица, в которой на атоме углерода сосредоточен положительный заряд, атом углерода имеет вакантную p-орбиталь. Карбкатион — сильная кислота Льюиса, обладает электрофильной активностью.
При потере атомом углерода электрона (чаще всего это происходит при отщеплении какого-либо атома или группы атомов с парой электронов) углеродный атом превращается в трехвалентный положительно заряженный катион. Его называют карбкатион или карбокатион.
R:X -> R+ + :X-

## Способы получения
1. Действие электрофильного реагента на кратную связь.
2. Протонирование гетероатома с последующим отщеплением «малых молекул» (напр. H2O)
3. Сольволиз — расщепление под действием растворителя
4. Специфические методы:
  - последовательный α,β-распад тритированного метана (CH3T)
  - ионизация электронным пучком в масс-спектрометре

## Факторы стабилизации
1. Стерический фактор — экранирование реакционного центра.
2. Резонансный фактор — чем больше резонансных структур имеет карбкатион, тем более он стабилен.
3. Природа и положение заместителей в углеродной цепи — донорные заместители (-NH2; -OH; -SH; -NHR; -OCH3) стабилизируют карбкатион.

## Химические свойства
1. Взаимодействие с нуклеофилами.
2. Способность к β-элиминированию — отщеплению протона с образованием кратной связи.
3. Перегруппировка в более стабильный карбкатион — изомеризация первичного в более стабильный вторичный или третичный карбкатион.